# Transportador erector lanzador

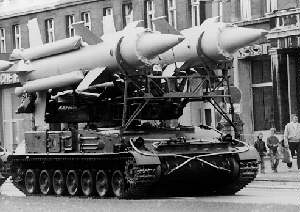
Un TEL 2K11 Krug de la Unión Soviética.

Un transportador erector lanzador (TEL) es un vehículo de misiles integrado con una unidad tractora (un tractocamión, normalmente) utilizado para transportar, elevar a posición de lanzamiento y lanzar uno o más misiles. Dichos vehículos existen tanto para misiles tierra-aire como para misiles tierra-tierra. Al principio, estos misiles se lanzaban desde sitios fijos y debían cargarse en camiones para su transporte, lo que los hacía más vulnerables a los ataques, ya que una vez detectados por el enemigo no podían reubicarse fácilmente y, si lo hacían, a menudo tomaba horas o incluso días el prepararlos de nuevo para su lanzamiento una vez movidos a otra ubicación.
El término TEL también puede referirse a estructuras de soporte utilizadas para transportar un cohete espacial en posición horizontal, desde una instalación de ensamblaje hasta una plataforma de despegue fija cercana donde posteriormente se eleva para su lanzamiento en vertical. Este sistema lo utiliza, por ejemplo, SpaceX para mover sus vehículos de lanzamiento.
El sistema de misiles Patriot utiliza la abreviatura MEL (Mobile Erector Launchers) como vehículo de lanzamiento remolcado.
Adicionalmente, un transportador erector lanzador y radar (TELAR) es lo mismo que un TEL pero también incorpora parte o la totalidad del sistema de radar necesario para disparar los misiles tierra-aire (SAM). Dichos vehículos tienen la capacidad de ser autónomos, lo que mejora en gran medida su eficacia. Con este tipo de sistema cada vehículo puede combatir independientemente del estado o presencia de vehículos de apoyo. El TEL o TELAR puede tener una plataforma rotatoria que puede usar para apuntar los misiles. Es posible que el vehículo tenga que girar para apuntar los misiles o bien que puedan dispararse directamente hacia arriba.
Finalmente, un transportador lanzador y radar (TLAR) es lo mismo que un TELAR sin la capacidad de erección, porque el misil en cuestión se transporta en la posición de lanzamiento. Un ejemplo es el 9K330 Tor, que monta un conjunto de misiles SAM como un sistema de lanzamiento vertical (VLS).
Por lo general, varios de estos vehículos (TEL, TELAR o TLAR) están vinculados a un vehículo de mando y control (CP o CPV). Pueden usar información de objetivos del radar de adquisición de objetivos, designación y guía de objetivos (TADAGR o TAR).

## Ejemplos
- TEL Taian TA580/TAS5380 8×8
- TEL con 16 ruedas Wanshan WS51200
- Lanzacohetes múltiple M270 MLRS
- Lanzacohetes múltiple Pinaka
- TEL con 8 ruedas S-300
- S-400
- TEL con 12 ruedas MAZ-547Un/MAZ-7916
- TEL con 14 ruedas MAZ-7917
- TEL con 16 ruedas MZKT-79221
- ASTROS II 6x6
- SPYDER

## Galería

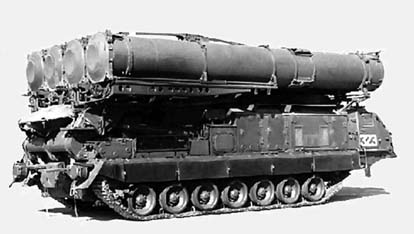
TELAR S-300V ruso en modo de transito.
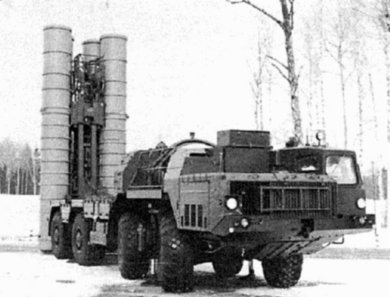
TEL S-300P ruso listo para el lanzamiento.
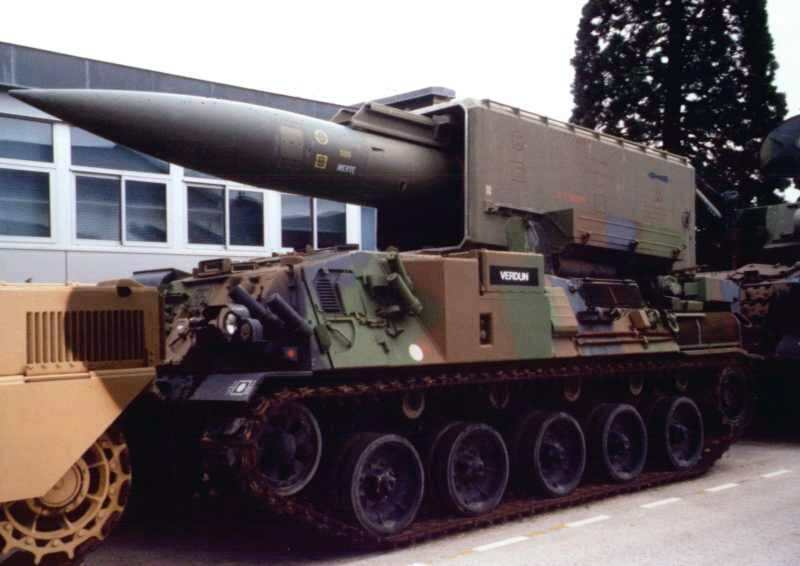
Mísil Plutón francés en modo de transito.
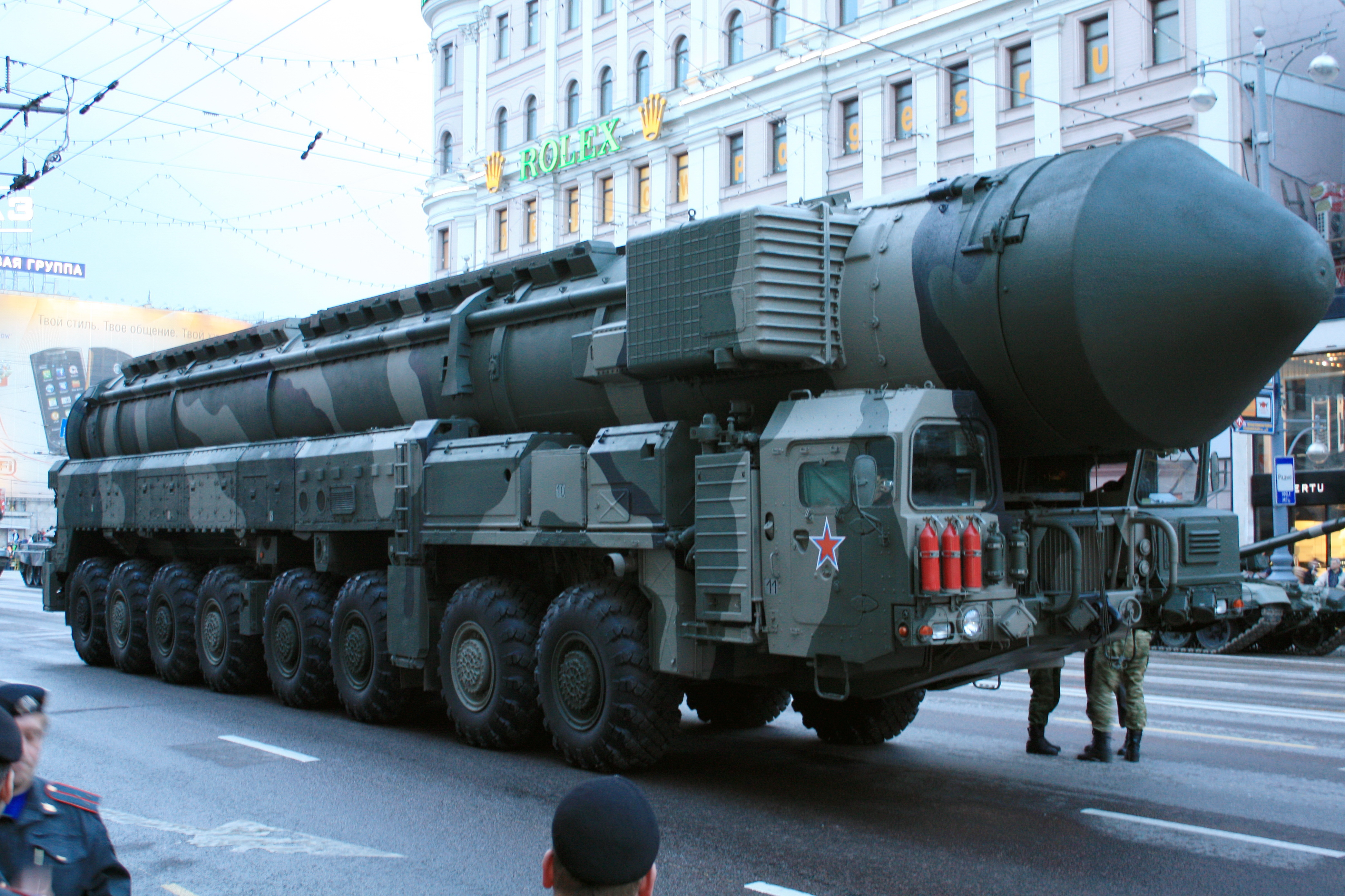
MZKT-79221.
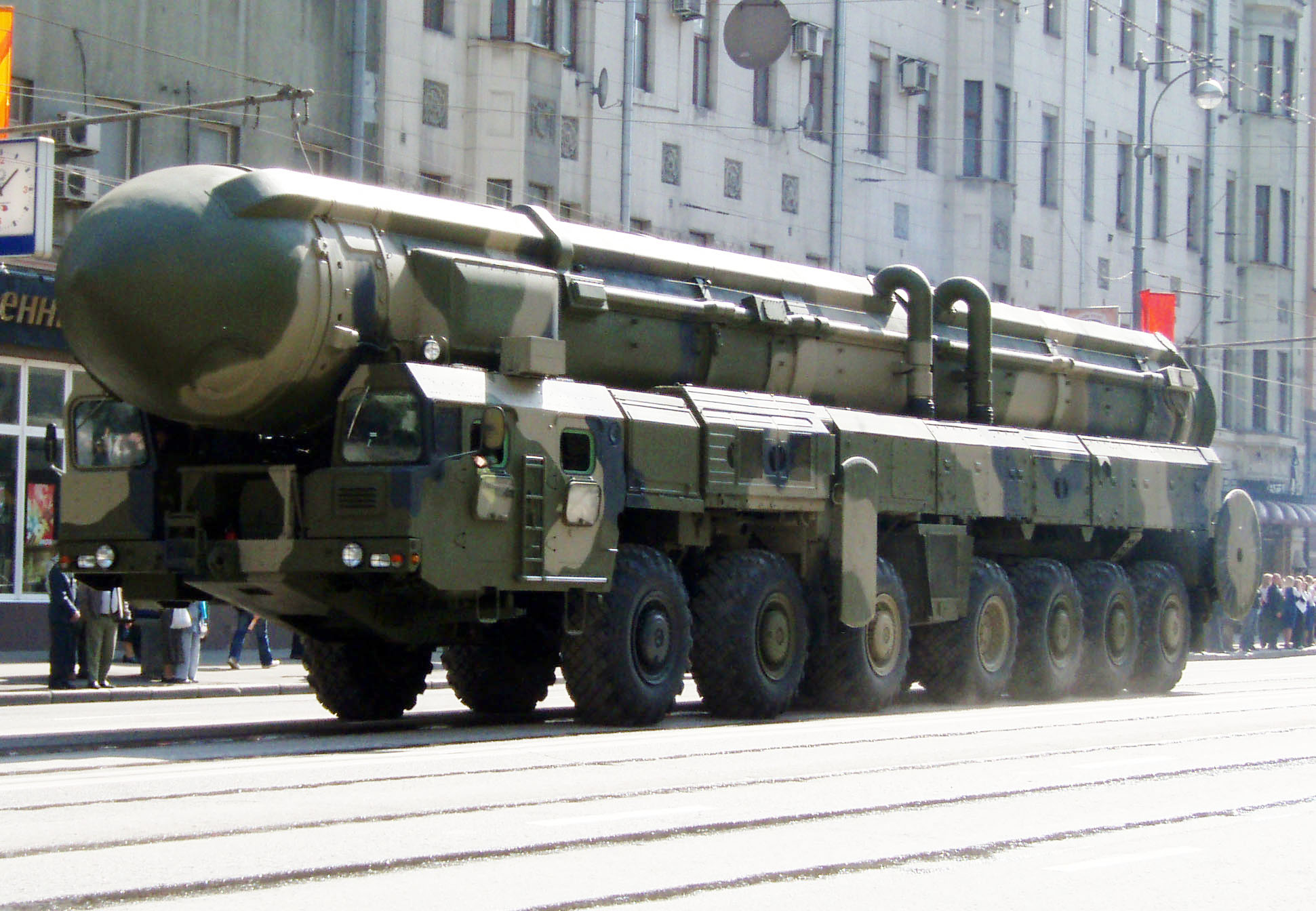
TEL MAZ-7917.
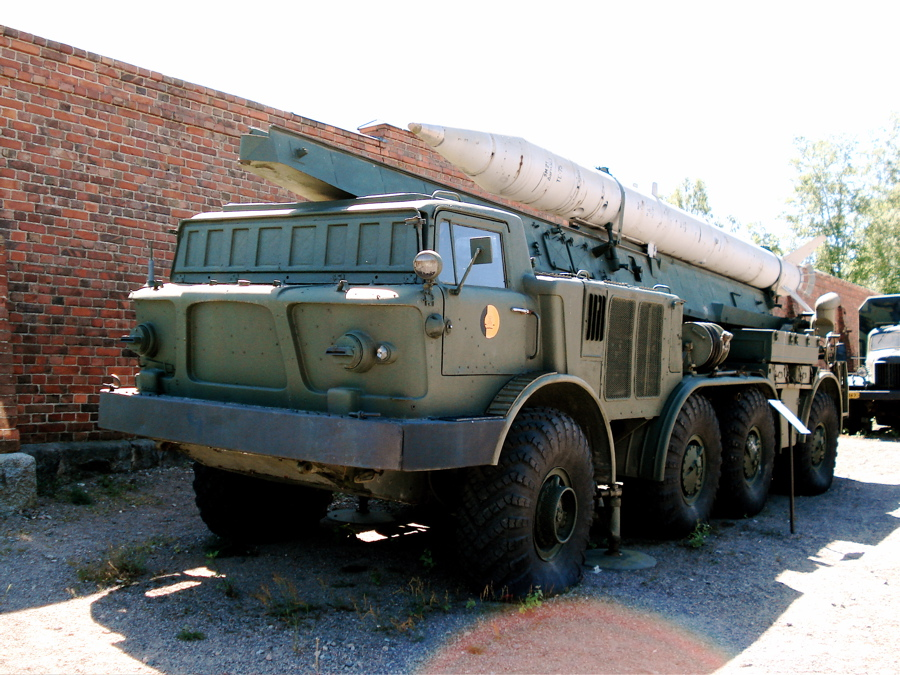
TEL 9P113 con cohete 9M21.
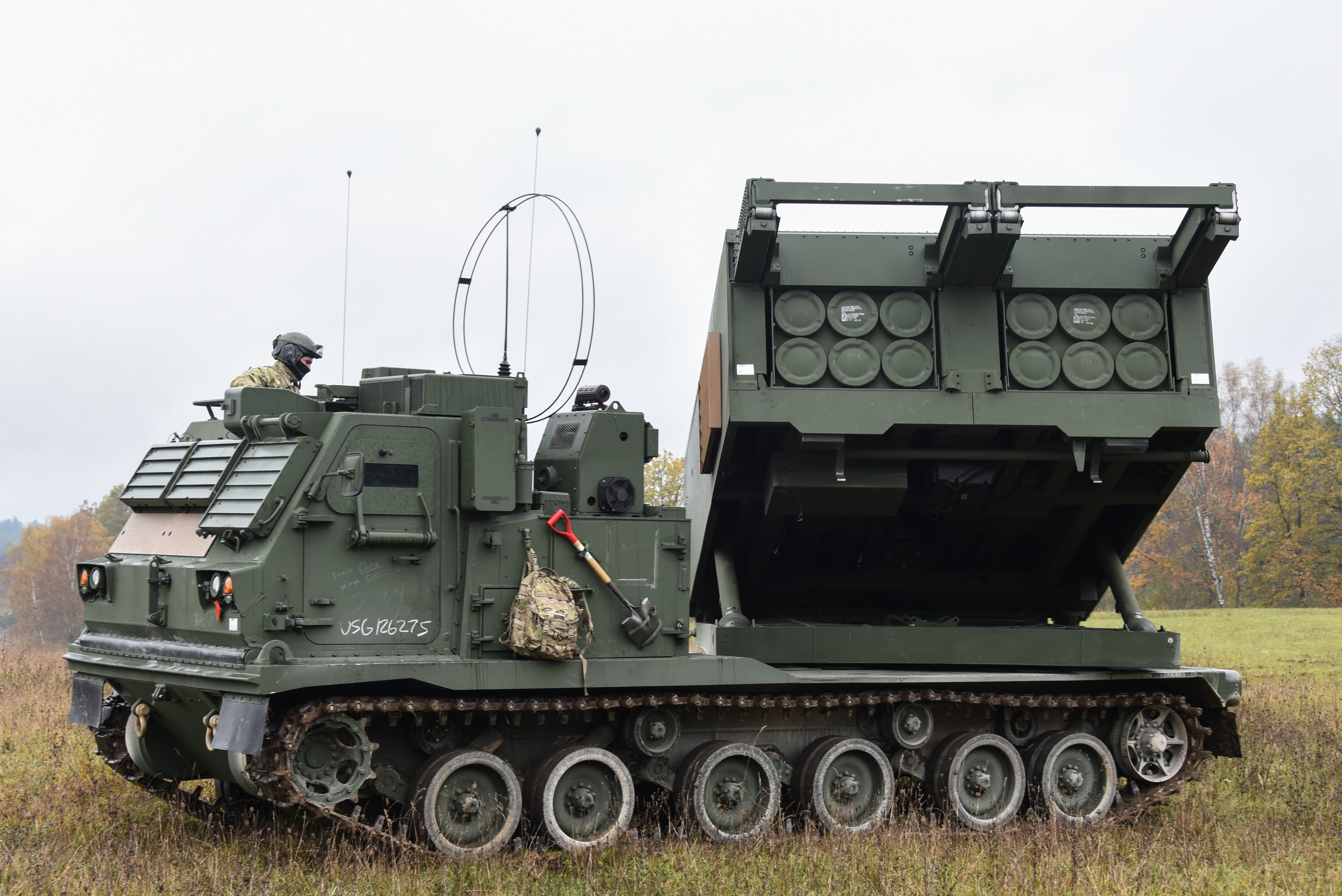
M270 MLRS.
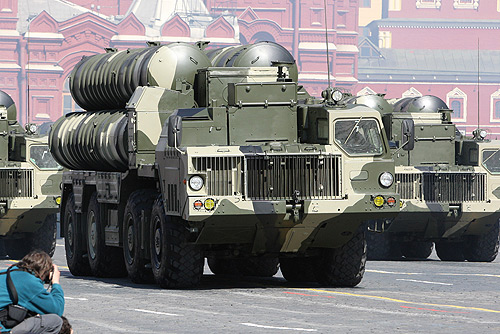
S-300
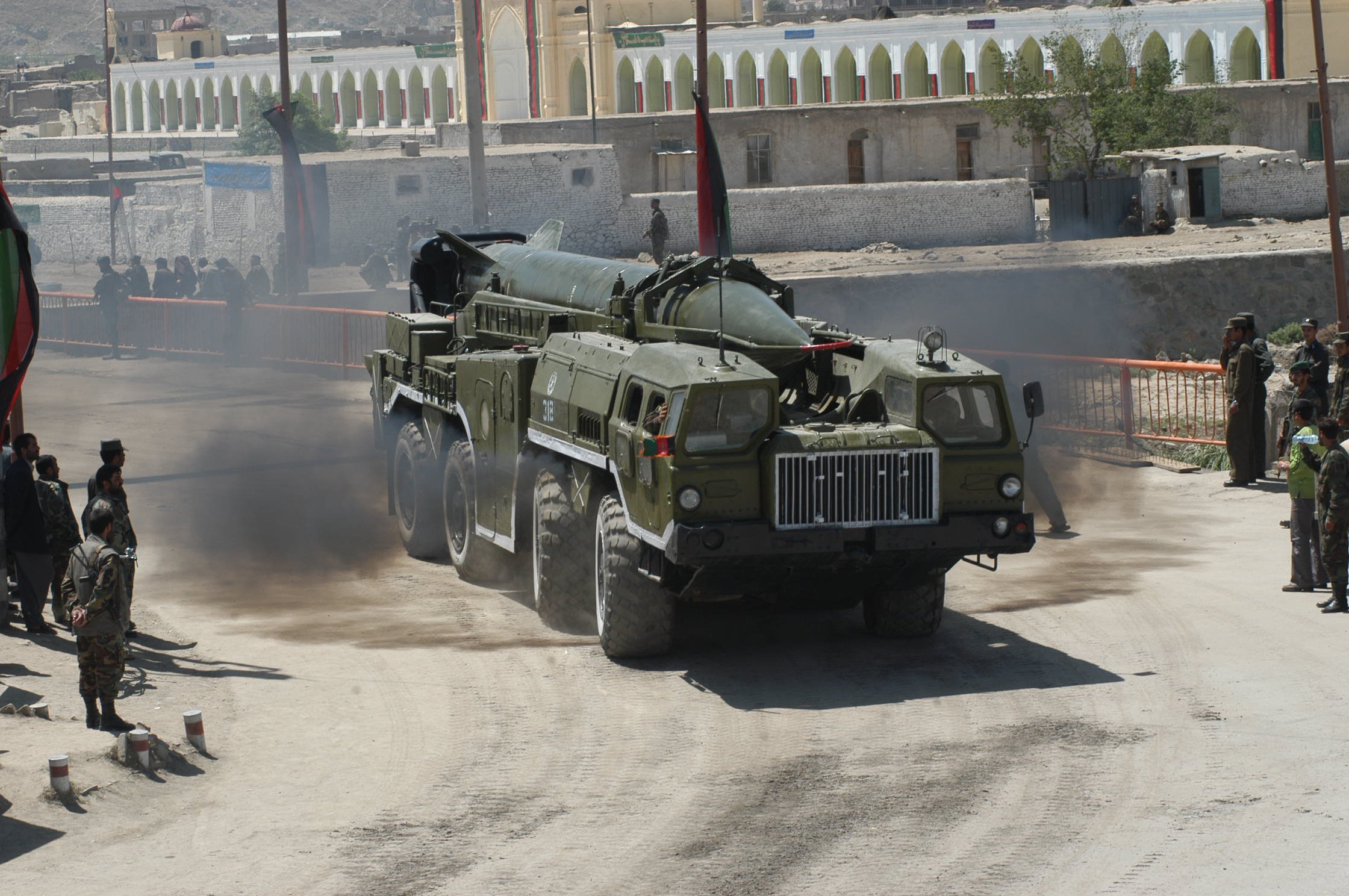
MAZ-7310
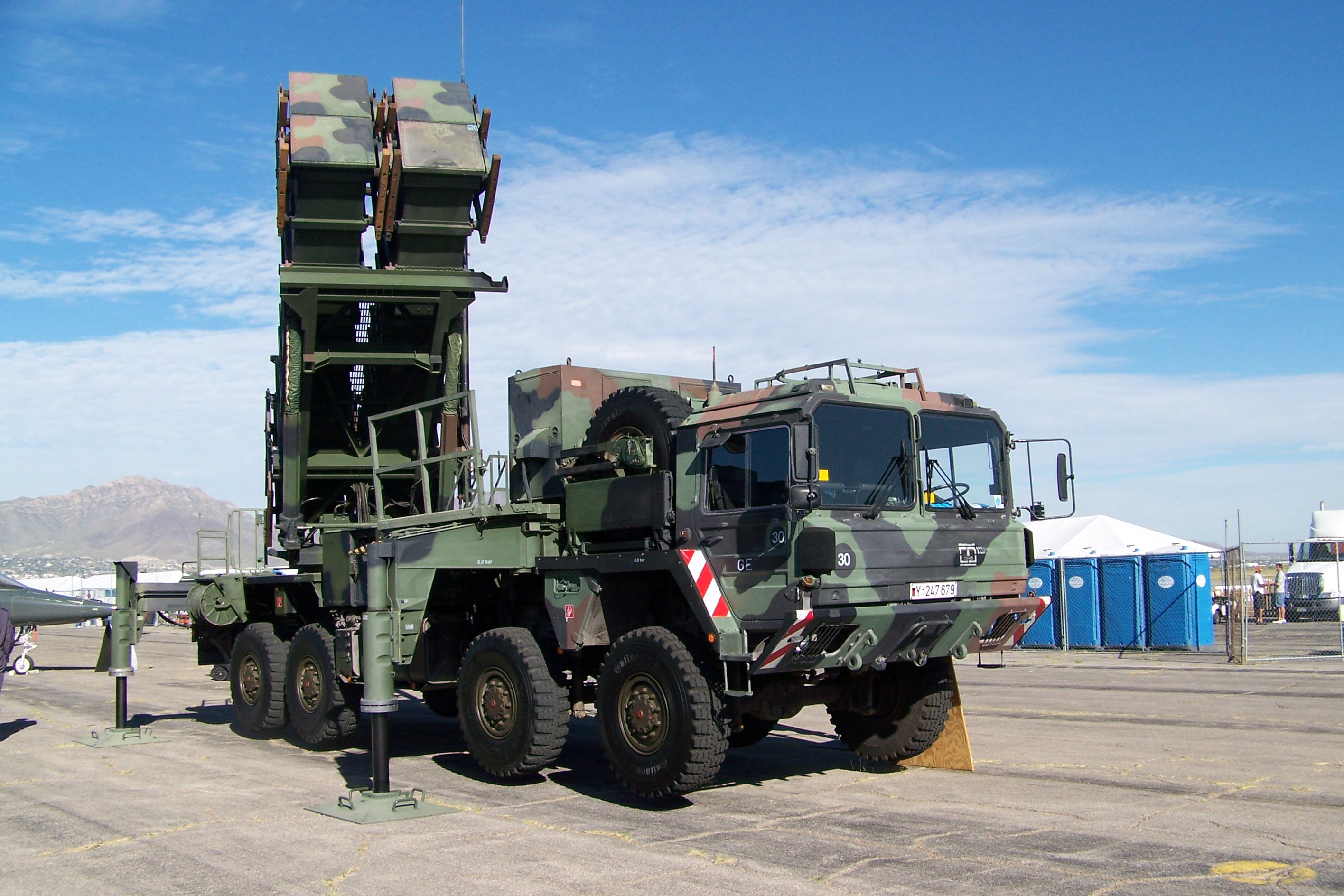
Lanzador Patriot alemán.
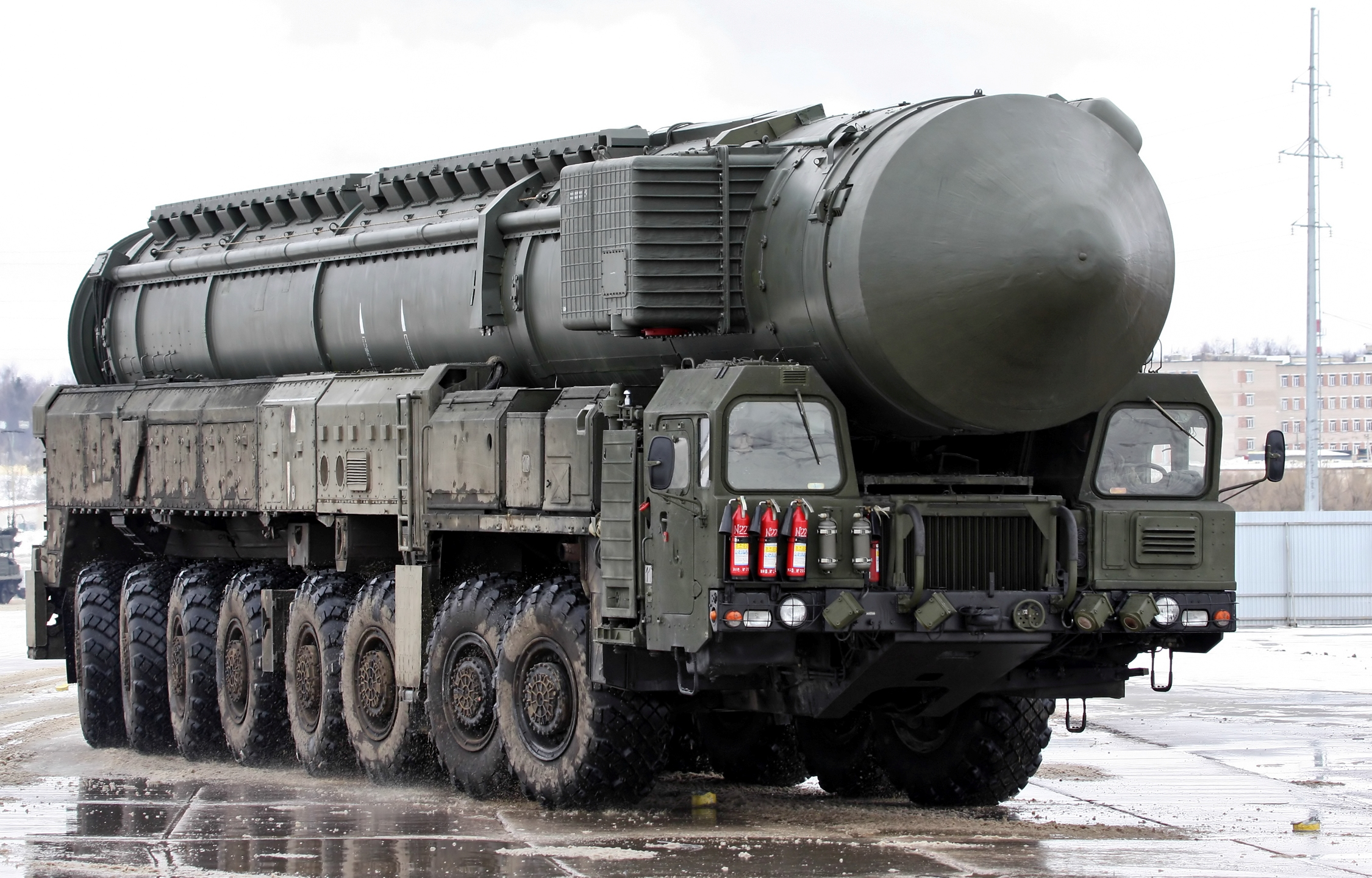
Topol-M MZKT-79221 ruso.
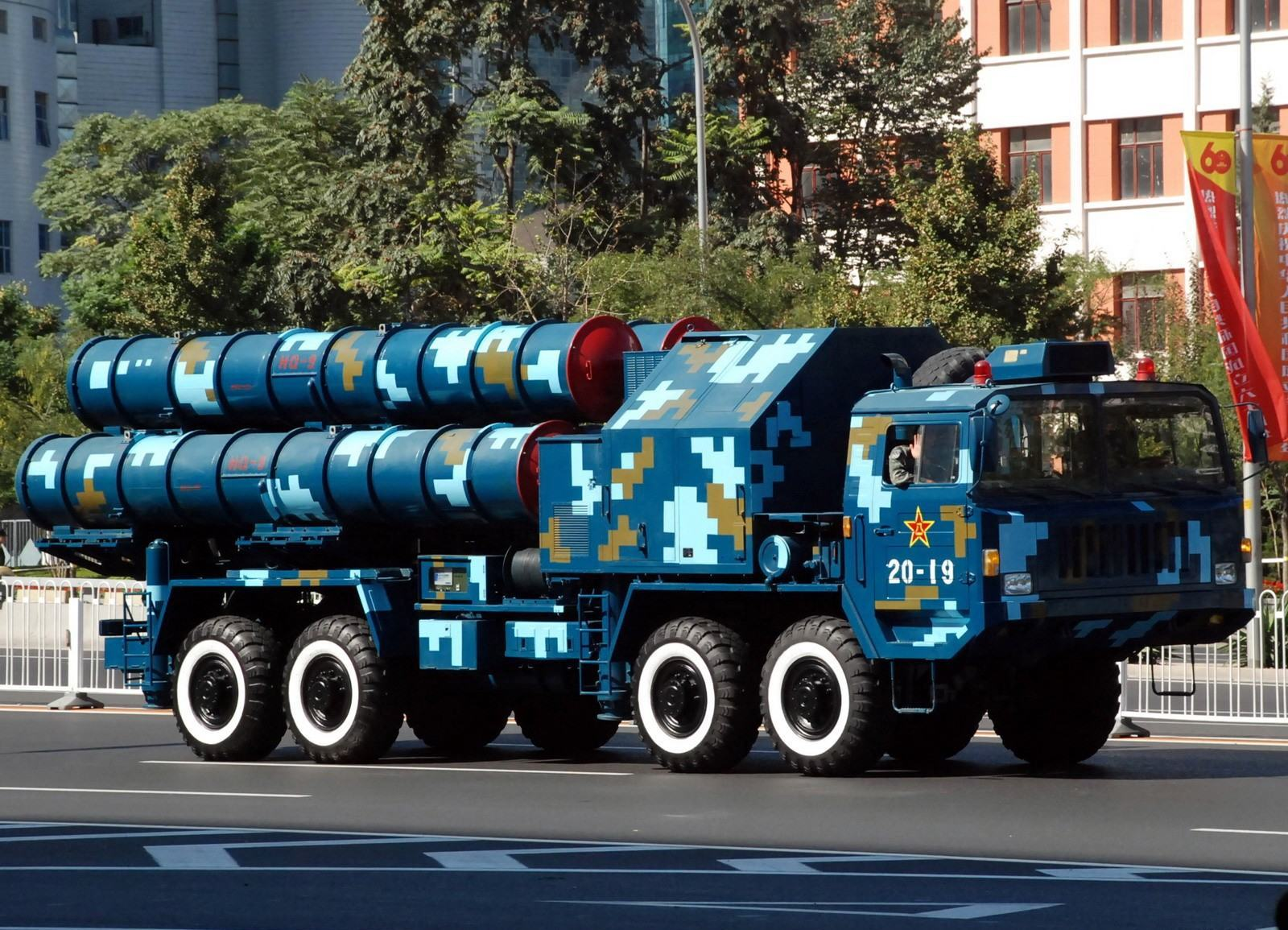
Lanzador HQ-9 TA580/TAS5380.
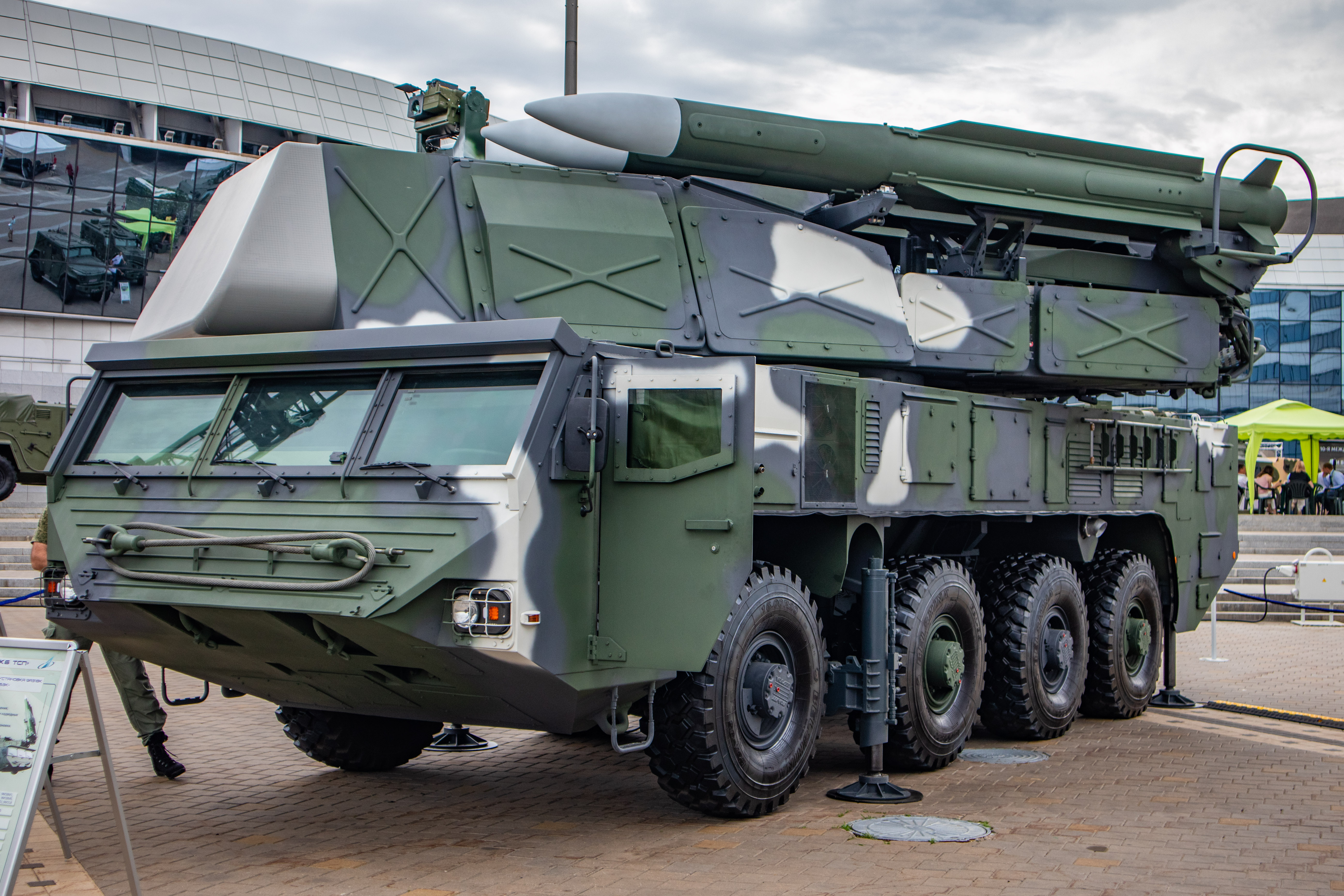
TELAR Buk-MB3K bielorruso sobre chasis MZKT-69225.